# Nemaschema chlorizans
Nemaschema chlorizans là một loài bọ cánh cứng trong họ Cerambycidae.